# Herrested Sogn
Herrested Sogn er et sogn i Kerteminde-Nyborg Provsti (Fyens Stift).
I 1800-tallet var Herrested Sogn et selvstændigt pastorat. Det hørte til Vindinge Herred i Svendborg Amt. Herrested sognekommune blev ved kommunalreformen i 1970 indlemmet i Ørbæk Kommune, der ved strukturreformen i 2007 indgik i Nyborg Kommune.
I Herrested Sogn ligger Herrested Kirke.
I sognet findes følgende autoriserede stednavne:
- Bjørnemose (areal)
- Blandskov (areal)
- Dalshuse (bebyggelse)
- Herrested (bebyggelse, ejerlav)
- Kastel (bebyggelse, ejerlav)
- Kragelund (bebyggelse, ejerlav)
- Kristiansholm (bebyggelse)
- Måre (bebyggelse, ejerlav)
- Måreskov (bebyggelse, ejerlav)
- Ravnholt (bebyggelse, ejerlav, landbrugsejendom)
- Ravnholt Dyrehave (areal)
- Ringholm (bebyggelse)
- Rødehuse (bebyggelse)
- Villumstrup (bebyggelse, ejerlav)